# Walter López (árbitro)
Walter Alexander López Castellanos, mais conhecido como Walter López (Cidade da Guatemala, 25 de setembro de 1980) é um árbitro de futebol guatemalteco. Apitou as Eliminatórias da Copa do Mundo FIFA de 2014 e apitará a Copa do Mundo de Clubes da FIFA de 2014, o Campeonato Mundial de Futebol Sub-20 de 2015 e os Jogos Olímpicos RIO 2016.